# Paulina Luisi
Paulina Luisi (1875-1950), là một nhà lãnh đạo của phong trào nữ quyền ở đất nước Uruguay. Năm 1909, bà trở thành người phụ nữ đầu tiên của Uruguay có bằng y khoa ở Uruguay. Bà rất được kính trọng tại nước này và đại diện cho Uruguay trong các hội nghị quốc tế của phụ nữ và đi khắp châu Âu. Bà nói lên ý kiến của mình về quyền của phụ nữ và vào năm 1919, Paulina bắt đầu lực lượng ủng hộ quyền của phụ nữ ở Uruguay. Đến năm 1922, Hội nghị Phụ nữ Pan-American đã đưa Paulina Luisi lên vị trí phó chủ tịch danh dự của Hội nghị và bà tiếp tục trở thành một nhà hoạt động cho đến khi Uruguay trao cho phụ nữ quyền bầu cử.

## Tổng quan
Paulina Luisi được sinh ra ở Argentina vào năm 1875. Mẹ của bà, Maria Teresa Josefina Janicki là người gốc Ba Lan và cha của bà, Angel Luisi được cho là đến từ một tổ tiên người Ý. Paulina Luisi nhận bằng cử nhân năm 1899 và sau đó là nữ bác sĩ và bác sĩ phẫu thuật đầu tiên tốt nghiệp Trường Y của Đại học de la República (Đại học Uruguay, 1908). Em gái của bà, Clotilde Luisi, là người phụ nữ đầu tiên của Uruguay học tại Khoa Luật của Đại học Cộng hòa.
Paulina Luisi không chỉ là một bác sĩ mà còn là một giáo viên và biên tập viên chính của tạp chí Acción Femenina. Trong suốt sự nghiệp của mình, bà giữ nhiều vị trí khác nhau và đạt được nhiều thành công hơn bất kỳ người phụ nữ nào ở đất nước Uruguay.

## Sách tham khảo
- Ehrick, Christine. Giới tính & Lịch sử, 98 tháng 11, Tập. 10 Số 3, trang.   406 bóng410
- Little, Cynthia Jeffress, Tạp chí Nghiên cứu liên thế giới và các vấn đề thế giới, Tập. 17, Số 4, Vấn đề đặc biệt: Vai trò thay đổi của phụ nữ ở Mỹ Latinh. (Tháng 11 năm 1975), trang.   386